# خوسيه لويس كانو
خوسيه لويس كانو (بالإسبانية: José Luis Cano)‏ هو كاتب وشاعر إسباني، ولد في 28 ديسمبر 1911 في الجزيرة الخضراء في إسبانيا، وتوفي في 15 فبراير 1999 في مدريد في إسبانيا.